# Kirył Lemiaszkiewicz
Kirył Lemiaszkiewicz (białor. Кірыл Лемяшкевіч, ros. Кирилл Лемешкевич, ur. 12 maja 1986 w Połocku) – białoruski wioślarz, reprezentant Białorusi w wioślarskiej czwórce podwójnej podczas Letnich Igrzysk Olimpijskich w Pekinie.

## Osiągnięcia
- Mistrzostwa Świata – Banyoles 2004 – czwórka podwójna – 7. miejsce[1].
- Mistrzostwa Świata – Eton 2006 – czwórka podwójna – 11. miejsce[1].
- Mistrzostwa Świata – Monachium 2007 – czwórka podwójna – 12. miejsce[2].
- Mistrzostwa Europy – Poznań 2007 – jedynka – 10. miejsce[1].
- Igrzyska Olimpijskie – Pekin 2008 – czwórka podwójna – 11. miejsce[2].
- Mistrzostwa Europy – Ateny 2008 – czwórka podwójna – 9. miejsce[1].
- Mistrzostwa Europy – Brześć 2009 – czwórka podwójna – 2. miejsce[1].
- Mistrzostwa Europy – Montemor-o-Velho 2010 – jedynka – 11. miejsce[1].